# 黃裕鈞
黃裕鈞（英語：Eric Yu-Chua Huang，1986年2月13日—）是出生於臺灣台北市的加拿大籍醫療數據產業的創業家。美國維吉尼亞大學國際關係學士、約翰霍普金斯大學高等國際學院國際政治經濟碩士、上海復旦大學美國研究中心擔任訪問學者，現任銘傳大學國際事務與外交學程講師及淡江大學國貿系講師。。曾任前立法委員丁守中助理、華府同鄉聯誼會理事、國際青年民主聯盟副主席、中國國民黨發言人、國安外交幕僚、2020韓國瑜張善政總統副總統競選總部副總幹事、國民黨國際組組長及洪秀柱總統競選辦公室國際組執秘、立法委員江啟臣國安外交幕僚，曾任前立法委員丁守中助理、華府同鄉聯誼會理事、國際青年民主聯盟副主席。黃裕鈞作為國民黨前主席朱立倫的美中台國安政策幕僚，2015年曾多次隨朱立倫赴美訪問，2021年朱立倫回任國民黨黨主席後，出任中國國民黨國際事務部副主任。

## 家庭
1996年全家移民到加拿大溫哥華，黃裕鈞生長於深藍的家庭，從小被灌輸忠黨愛國的觀念，但他從小個性反叛，又受到西方國家主義的薰陶，家族惟獨他支持台獨。直到在維吉尼亞大學研修國際關係，才認為國民黨務實較有彈性的台美政策與兩岸論述才是真正能維持“中華民國”主權的政黨，於是轉向挺藍。家族與藍營關係深厚，爺爺黃千雲是湖南湘鄉人，就讀湖南師範學院時投筆從戎考入黃埔軍校17期，1949年隨國民政府到台灣，最後官拜陸軍少將退役；外公鄧明清曾在中華民國情報之父戴笠轄下中美合作研究所工作，退休後兼任國民黨永和區黨部常委。影響他最深的大姨婆楊忠源嫁給福州籍海軍少將林君嚴，從小常被灌輸忠黨愛國的觀念。

## 經歷
黃裕鈞擔任丁守中立法委員的助理，並協助丁委員競選和青年組織的相關活動，在立法院服務其間，完成的一些法案包括了國家安全和國際關係。
2014年進入中國國民黨中央黨部服務，並於2016年總統大選期間，擔任國民黨候選人朱立倫競選團隊的國際發言人。隨後於2015至2017年之間，擔任中國國民黨文傳會國際組組長，並於2020總統大選擔任韓國瑜張善政總統副總統競選總部副總幹事。
經常性地參與國際政治/國際事務相關的公眾論壇，其中包括台灣的政治談話節目，也曾在《風傳媒》(The Storm Media)，以國際關係學者的身分談論外交人才之選材。 也曾談論關於台灣之下一步該如何行動。 對於中華民國是否為獨立國家? 這位學者也有他的一番論點。
2022年，中國國民黨恢復駐美代表處，年底派黃裕鈞赴美籌備駐美代表處。2022年4月6日，中國國民黨主席朱立倫宣布，黃介正接任駐美代表，黃裕鈞接任副代表，並常駐美國。